# Liste der Gebietsänderungen in Sachsen 2000
Die Liste der Gebietsänderungen in Sachsen 2000 enthält Änderungen an Gemeindegebieten des Freistaats Sachsen in der Zeit vom 1. Januar 2000 bis zum 31. Dezember 2000. Dazu zählen unter anderem Zusammenschlüsse und Trennungen von Gemeinden, Eingliederungen von Gemeinden in eine andere, Änderungen des Gemeindenamens und Umgliederungen von Teilen einer Gemeinde in eine andere.

In Sachsen kam es im Jahr 2000 zu zehn Gemeindegebietsänderungen, davon eine Eingliederung, sechs Umgliederungen, zwei Namensänderungen sowie ein Zusammenschluss von Gemeinden. In acht der zehn Fälle besteht die Gemeinde nach Änderung noch, die anderen wurden durch spätere Gebietsänderungen aufgelöst. Besonderheiten des Jahres 2000 sind die Rückgängigmachungen der Eingemeindungen von Eulowitz und Heuersdorf vom 1. Januar 1999 sowie die Aufteilung der Gemeinde Bienitz auf die kreisfreie Stadt Leipzig sowie die Städte Schkeuditz und Markranstädt, die sich in unterschiedlichen Kreisen befinden.

## Legende
- Datum: juristisches Wirkungsdatum der Gebietsänderung
- Gemeinde vor der Änderung: Gemeinde vor der Gebietsänderung
- Gebietsänderung: Art der Gebietsänderung
- Gemeinde nach der Änderung: Gemeinde nach der Gebietsänderung
- Landkreis: Landkreis der Gemeinde nach der Gebietsänderung
- OT: Ortsteil

Die Sortierung erfolgt chronologisch: Datum, kreisfreie Städte, Landkreise, aufnehmende oder neu gebildete Gemeinde. Heute noch bestehende Gemeinden sind farbig unterlegt.

## Liste der Gebietsänderungen
| Datum      | Gemeinde vor Änderung                                                                                            | Gebietsänderung    | Gemeinde nach Änderung | Landkreis       |
| ---------- | --- | ------------------ | ---------------------- | --------------- |
| 01.01.2000 | Wolkenburg-Kaufungen mit Dürrengerbisdorf, Kaufungen, Uhlsdorf, Wolkenburg/Mulde                                 | Eingliederung nach | Limbach-Oberfrohna     | Chemnitzer Land |
| 01.01.2000 | Großpostwitz/O.L. 183,94 Hektar mit 361 Einwohnern (Ortsteile Eulowitz, Obereulowitz)                            | Umgliederung nach  | Eulowitz               | Bautzen         |
| 01.01.2000 | Bienitz | Auflösung          | −                      | −               |
| 01.01.2000 | Bienitz 709,02 Hektar mit 4.340 Einwohnern (Ortsteile Burghausen, Rückmarsdorf)                                  | Umgliederung nach  | Leipzig                | −               |
| 01.01.2000 | Bienitz 1.477,29 Hektar mit 1.569 Einwohnern (Ortsteile Dölzig, Kleinliebenau)                                   | Umgliederung nach  | Schkeuditz             | Delitzsch       |
| 01.01.2000 | Bienitz 226,29 Hektar mit 67 Einwohnern (Ortsteil Priesteblich)                                                  | Umgliederung nach  | Markranstädt           | Leipziger Land  |
| 26.01.2000 | Taura b. Burgstädt                                                                                               | Namensänderung zu  | Taura                  | Mittweida       |
| 14.06.2000 | Auerbach/Vogtl. 0,12 Hektar                                                                                      | Umgliederung nach  | Ellefeld               | Vogtlandkreis   |
| 01.08.2000 | Mohorn mit Grund, Herzogswalde, Wilsdruff mit Birkenhain, Blankenstein, Helbigsdorf, Kaufbach, Limbach, Grumbach | Zusammenschluss zu | Wilsdruff              | Weißeritzkreis  |
| 11.09.2000 | Auerswalde | Namensänderung zu  | Lichtenau              | Mittweida       |
| 01.10.2000 | Regis-Breitingen 761,29 Hektar mit 220 Einwohnern (Ortsteil Heuersdorf)                                          | Umgliederung nach  | Heuersdorf             | Leipziger Land  |
| 11.11.2000 | Auerbach/Vogtl. 2,48 Hektar                                                                                      | Umgliederung nach  | Rodewisch              | Vogtlandkreis   |
| 23.11.2000 | Leubsdorf 0,23 Hektar                                                                                            | Umgliederung nach  | Augustusburg           | Freiberg        |

## Quelle
- Statistisches Landesamt Sachsen: Gebietsänderungen ab 1. Januar 2000 bis 31. Dezember 2009 (XLSX-Datei; 40 kB)